# Tupua Leupena
Sir Tupua Leupena, né le 2 août 1922 et décédé le 24 novembre 1996, fut le deuxième gouverneur général des Tuvalu du 1er mars 1986 au 1er octobre 1990.

## Biographie
Leupena a été la deuxième gouverneure générale de Tuvalu du 1er mars 1986 au 1er octobre 1990, représentant Élisabeth II , reine des Tuvalu.
Comme la plupart des gouverneurs généraux de Tuvalu, il a accepté le titre de chevalier le 24 juillet 1986.
Sir Tupua Leupena meurt le 24 novembre 1996 à l'âge de 74 ans.

## Voir Aussi
- Liste des gouverneurs généraux des Tuvalu